# Sjarhej Laŭrenaŭ
Sjarhej Pjatrovič Laŭrėnaŭ (in bielorusso Сяргей Пятровіч Лаўрэнаў?; Vicebsk, 16 agosto 1972) è un ex sollevatore bielorusso medagliato olimpico e campione europeo che ha gareggiato nelle categorie dei pesi piuma (fino a 60 kg.) e dei pesi leggeri (fino a 69 kg.).

## Carriera
Iniziò a sollevare pesi nella sua città quando il suo Paese faceva ancora parte dell'Unione Sovietica.
In seguito alla successiva dissoluzione dell'U.R.S.S., nel 1992, ancora diciannovenne, Laŭrenaŭ vinse la medaglia di bronzo nella categoria dei pesi piuma con 300 kg. nel totale ai Campionati europei di Szekszárd, in rappresentanza della Comunità degli Stati Indipendenti (CSI), nata dall'unione di Stati già facenti parte dell'ormai ex U.R.S.S.
Nel 1993 Laŭrenaŭ subì una squalifica per doping di quattro anni e, dopo il suo rientro alle competizioni, nel 1998, come atleta bielorusso, vinse la medaglia di bronzo ai Campionati europei di Riesa nella categoria dei pesi leggeri, totalizzando 317,5 kg. dietro al bulgaro Plamen Željazkov (330 kg.) e al turco Ergün Batmaz (320 kg.).
Il 2000 fu l'anno di maggiore soddisfazione per Laŭrenaŭ, durante il quale vinse la medaglia d'oro ai Campionati europei di Sofia con 337,5 kg. nel totale e la medaglia di bronzo alle Olimpiadi di Sydney 2000 con 340 kg. nel totale, alle spalle dei bulgari Gălăbin Boevski (357,5 kg.) e Georgi Markov (352,5 kg.).
Dopo alcuni anni di ridotta attività agonistica, nel 2004 ottenne la medaglia di bronzo ai Campionati europei di Kiev con 325 kg. nel totale, dietro al turco Ekrem Celil (337,5 kg.) e al croato di origine bulgara Nikolaj Pešalov (330 kg.). Nello stesso anno Laŭrenaŭ prese parte alle Olimpiadi di Atene 2004, classificandosi al 6º posto finale con 317,5 kg. nel totale.
Dopo queste ultime due competizioni abbandonò l'attività agonistica.
Ai Campionati mondiali di sollevamento pesi ottenne come miglior risultato un 6º posto nell'edizione di Atene 1999.